# Axel Geller
Axel Geller (* 1. April 1999) ist ein ehemaliger argentinischer Tennisspieler.

## Karriere
Geller spielte bis 2017 auf der ITF Junior Tour. In der Jugend-Rangliste erreichte er im November 2017 die Spitze. Zuvor hatte er bei den Grand-Slam-Turnieren von Wimbledon und New York das Endspiel erreicht. Er verlor gegen Alejandro Davidovich Fokina und Wu Yibing, konnte aber das Doppel in Wimbledon mit seinem Partner Hsu Yu-hsiou für sich entscheiden. Bei den ITF Junior Masters Ende des Jahres wurde er Dritter. Er erhielt in dem Jahr den Titel des ITF Weltmeisters.
2017 nach Geller ein Studium an der Stanford University auf, wo er auch College Tennis spielte. Er spielte auch Profiturniere in dieser Zeit, erstmals 2017 und hauptsächlich auf der ITF Future Tour. Er platzierte sich 2017 erstmals in der Weltrangliste, 2018 gewann er im Einzel den ersten Titel, wodurch er in die Top 700 einzog. 2019 gewann er zwei weitere Titel im Einzel sowie drei Futures im Doppel. Jeweils erreichte er so sein Karrierehoch – im Einzel Platz 539, im Doppel Rang 622. Bei Turnieren der ATP Challenger Tour konnte er kein Match gewinnen. Letztmals im November 2019 spielte er ein Profiturnier. Nach seinem Bachelor-Abschluss absolvierte er einen Masters. Danach gab Geller bekannt, keine Karriere als Tennisspieler verfolgen zu wollen und stattdessen im Finanzsektor zu arbeiten.